# Padule di Fucecchio
Padule di Fucecchio este o arie protejată (arie specială de conservare — SAC, sit de importanță comunitară — SCI, arie de protecție specială avifaunistică — SPA) din Italia întinsă pe o suprafață de 2.081 ha, integral pe uscat.

## Localizare
Centrul sitului Padule di Fucecchio este situat la coordonatele 43°48′32″N 10°47′29″E / 43.808889°N 10.791389°E.

## Înființare
Situl Padule di Fucecchio a fost declarat sit de importanță comunitară în iunie 1995 pentru a proteja 1 specie de plante și 43 de specii de animale. Alte tipuri de protecție:
- arie de protecție specială avifaunistică (în martie 2004)[2]
- arie specială de conservare (în mai 2016)[1][3][4]

## Biodiversitate
Situată în ecoregiunea mediteraneană, aria protejată conține 6 habitate naturale: Râuri mediteraneene cu debit permanent cu specii de Paspalo-Agrostidion și galerii riverane de Salix și de Populus alba, Galerii de Salix alba și de Populus alba, Ape stătătoare oligotrofe până la mezotrofe, cu vegetație de Littorelletea uniflorae și/sau de Isoëto-Nanojuncetea, Păduri de stejar sau de stejar și carpen sub-atlantice și medio-europene de Carpinion betuli, Râuri cu maluri nămoloase cu vegetație de Chenopodion rubri p.p. și Bidention p.p., Lacuri eutrofice naturale cu vegetație de tip Magnopotamion sau Hydrocharition.
La baza desemnării sitului se află mai multe specii protejate:
- plante (1): Gladiolus palustris
- păsări (40): privighetoare-de-baltă (Acrocephalus melanopogon), pescăruș albastru (Alcedo atthis), rață pitică (Anas crecca), rață mare (Anas platyrhynchos), egretă mare (Ardea alba), stârc cenușiu (Ardea cinerea), stârc roșu (Ardea purpurea), stârc galben (Ardeola ralloides), ciuf de câmp (Asio flammeus), rață roșie (Aythya nyroca), buhai de baltă (Botaurus stellaris), Bubulcus ibis, bătăuș (Calidris pugnax), caprimulg (Caprimulgus europaeus), chirichița cu obraz alb (Chlidonias hybrida), chirighiță neagră (Chlidonias niger), barză albă (Ciconia ciconia), erete de stuf (Circus aeruginosus), erete vânăt (Circus cyaneus), erete cenușiu (Circus pygargus), egretă mică (Egretta garzetta), șoim călător (Falco peregrinus), cocor (Grus grus), piciorong (Himantopus himantopus), stârc pitic (Ixobrychus minutus), sfrâncioc roșiatic (Lanius collurio), sfrâncioc cu cap roșu (Lanius senator), grelușel-de-zăvoi (Locustella luscinioides), becațină mică (Lymnocryptes minimus), gaia neagră (Milvus migrans), stârc de noapte (Nycticorax nycticorax), vultur pescar (Pandion haliaetus), viespar (Pernis apivorus), Phalacrocorax carbo sinensis, Phoenicopterus ruber, țigănuș (Plegadis falcinellus), ploier auriu (Pluvialis apricaria), corcodel-cu-gât-negru (Podiceps nigricollis), rață cârâitoare (Spatula querquedula), fluierar de mlaștină (Tringa glareola)
- amfibieni (1): Triturus carnifex
- nevertebrate (2): Coenagrion mercuriale, fluturele purpuriu (Lycaena dispar)

Pe lângă speciile protejate, pe teritoriul sitului au mai fost identificate 11 specii de plante, 3 specii de amfibieni, 3 specii de mamifere, 19 specii de nevertebrate, 4 specii de reptile.